# 碘酸钪
碘酸钪是一种无机化合物，化学式为Sc(IO3)3。它可由高碘酸钪和高碘酸的水热反应制得，其二水合物由硝酸钪和碘酸在室温沉淀得到。二水合物在70 °C失水得到的一水合物，并在270 °C得到α相的无水物。无水物分别在410、450 °C转变为β相和γ相，并于520 °C分解为氧化钪。